# 万家丽高架路

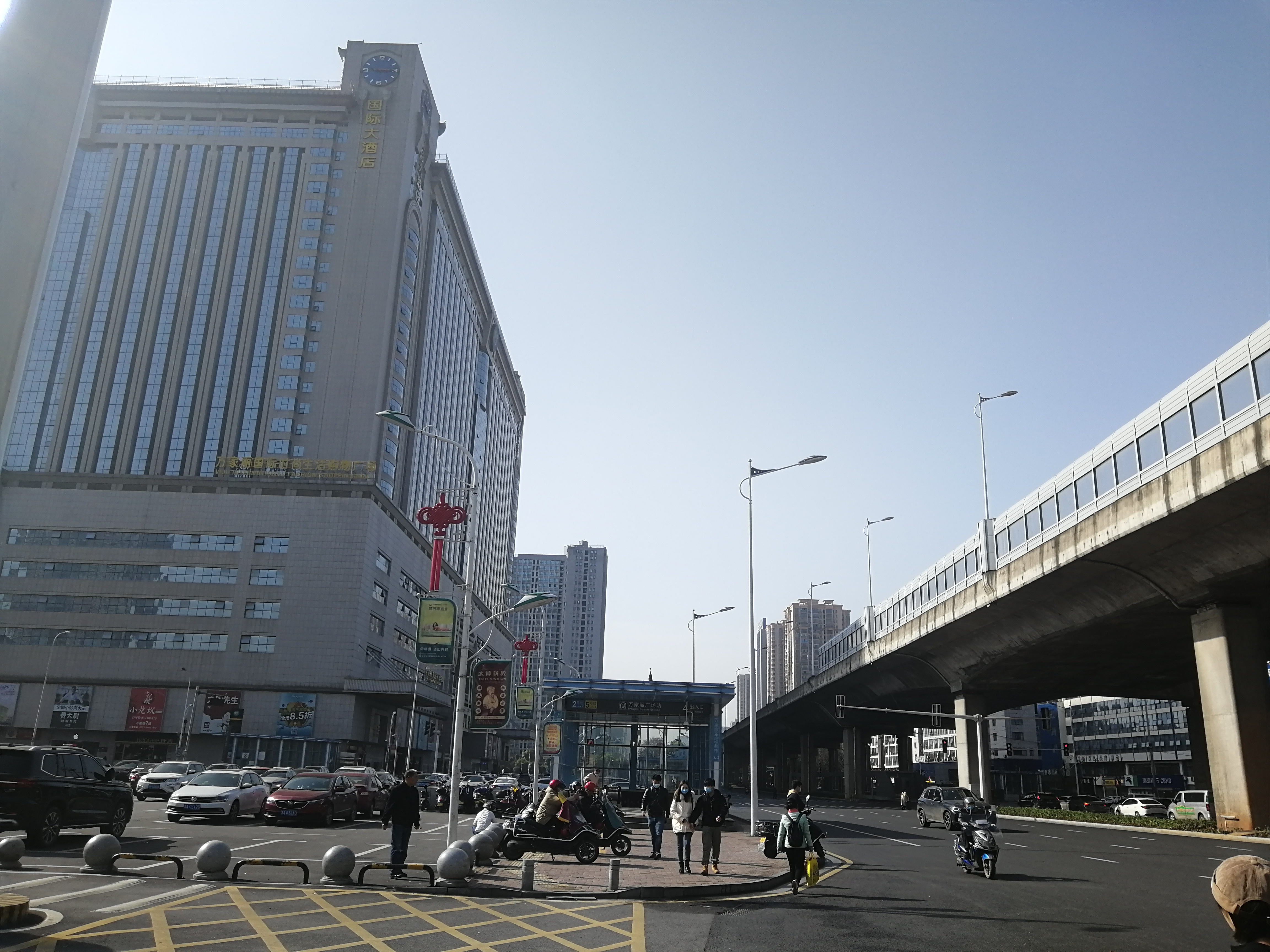
万家丽高架路和左侧的地铁万家丽广场站及万家丽购物中心

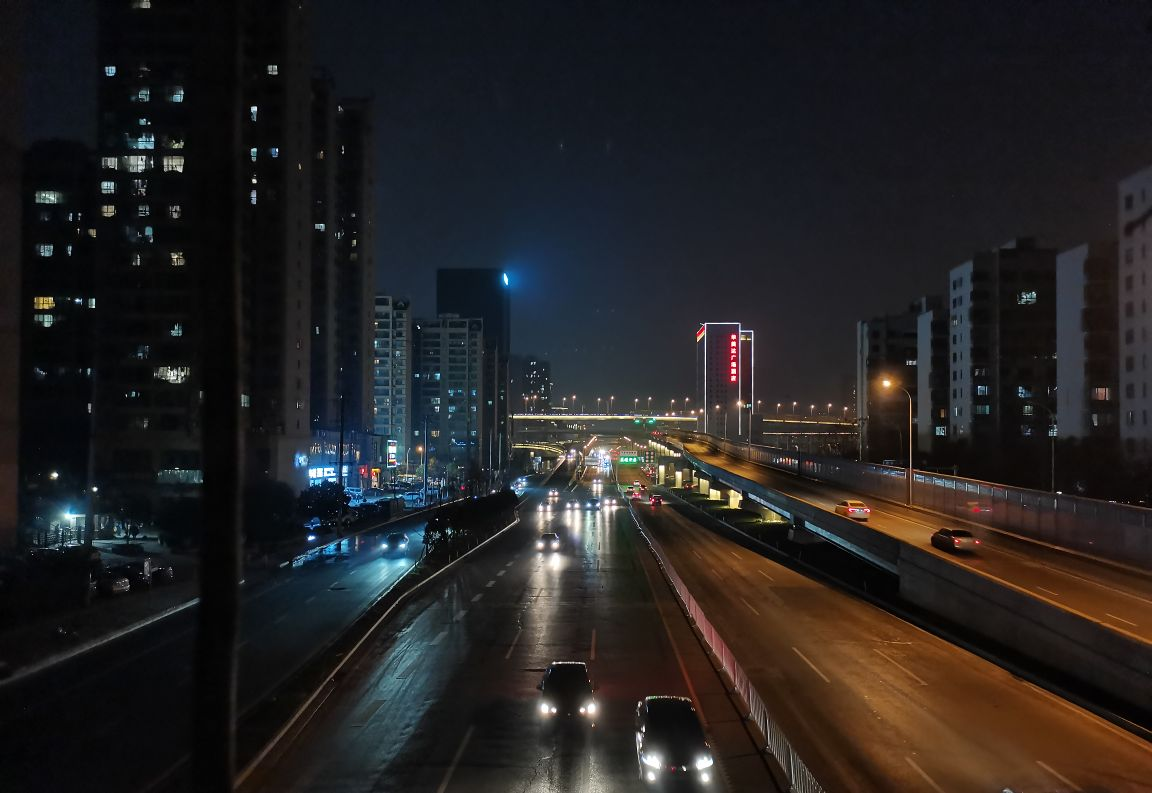
雨花区万家丽高架

长沙万家丽高架路，是长沙一条南北走向的高架快速路，南起湘府东路，北至福元路。全长约为16.5公里。福元路至湘府路段于2015年10月1日通车。主线设计车速80公里/小时。

## 上下匝道[2]
- 福元路主线出入口
- 鸭子铺路匝道
- 三一大道立交
- 晚报大道匝道
- 远大路匝道
- 人民路匝道
- 长沙大道立交
- 劳动路匝道
- 香樟路匝道
- 湘府路立交